# John Morris (Synchronsprecher)

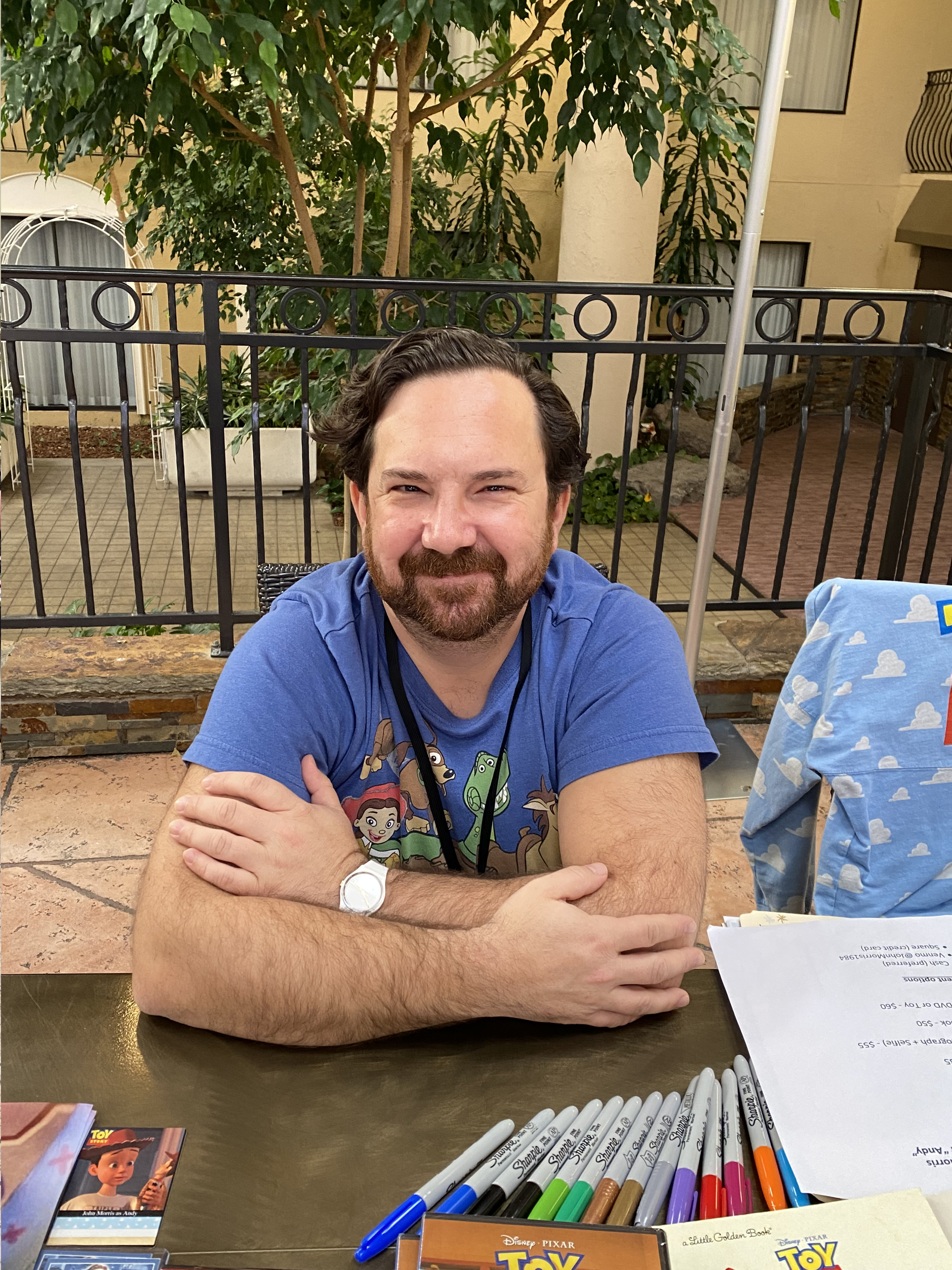
John Morris, 2022

John Morris (* 2. Oktober 1984 in Paris, Texas als John Charles Morris) ist ein US-amerikanischer Schauspieler und Synchronsprecher.

## Leben
John Morris absolvierte 2007 die University of California, Los Angeles im Bereich Theater, Film und Fernsehen. Bekannt wurde er durch seine Rolle als Andy Davis in der Toy-Story-Trilogie. Im Alter von sieben Jahren ging er zum Vorsprechen für die Rolle als Andy Davis, er brachte 45 X-Men-Actionfiguren mit und machte Stimmen für sie, das Pixar-Team war von ihm begeistert und er bekam die Rolle.

## Filmografie (Auswahl)
- 1993: Nightmare Before Christmas
- 1995: Toy Story (als Andy)
- 1997: Lego Island (Videospiel, als Pepper)
- 1999: Toy Story 2 (als Andy)
- 2001: Jason and the Heroes of Mount Olympus (Fernsehserie)
- 2010: Toy Story 3 (als Andy)
- 2010: Toy Story 3: The Video Game (Videospiel, als Andy)